# Manuel Marques Guimarães
Manuel Marques Guimarães (Garopaba, ca. 1802 — Desterro, 25 de dezembro de 1878) foi um militar e político brasileiro.
Filho de Manuel Marques Guimarães e de Feliciana Maria do Rosário, casou com Ana Alexandrina de Abreu Guimarães.
Foi tenente da 1ª Companhia do 2º Regimento de Infantaria de Milícias, em 5 de março de 1823.
Foi deputado à Assembleia Legislativa Provincial de Santa Catarina na 8ª legislatura (1850 — 1851).